# 에르데이 졸트
에르데이 졸트(헝가리어: Erdei Zsolt, 1974년 5월 31일~)는 헝가리의 전직 권투 선수이다. 2000년 하계 올림픽에서 남자 미들급 동메달을 획득했으며 세계 선수권 대회에서 금메달 1개, 유럽 선수권 대회에서 금메달 2개, 은메달 1개를 획득했다.
2000년에 프로 선수로 전향한 후 2004년부터 2009년까지 세계 복싱 기구(WBO) 라이트헤비급 세계 챔피언 타이틀, 2009년부터 2010년 세계 복싱 평의회(WBC) 크루저급 세계 챔피언 타이틀을 보유했다.